# Electro (seriefigur)
Electro (på svenska även känd som Elektro) är en fiktiv superskurk i serietidningsbolaget Marvels universum som slåss mot bland andra Spider-Man. Han kan styra elektricitet, skicka stötar, och färdas på elledningar. I Ultimate Spiderman är hans ledare Kingpin. Han samarbetar ofta med Sandman.

## Bakgrund
Electro föddes som Maxwell Dillon, och jobbade på New Yorks elverk när han blev träffad av blixten samtidigt som han utsattes för ett starkt magnetiskt fält, vilket gjorde att hans gener förändrades, så att kroppens vanliga energi förstärktes. Han skaffade sig en dräkt och började utnyttja sina krafter för att skaffa pengar.
Han slöt sig senare samman med Dr. Octopus, Sandman, Vulture, Mysterio och Kraven the Hunter (som senare ersattes av Hobgoblin) i Sinister Six, men har även medverkat i andra superskurkgrupperingar. De har slagits mot Daredevil, Fantastic Four, Spider-Man och flera andra superhjältar.
Hans egenskaper kan förena sig med elektricitet och därmed färdas vart han vill på nolltid, kan göra elektriska broar som han kan gå på (spänningen skulle effektivt döda alla andra som försöker), kan styra och manipulera all elektricitet i närheten av honom med viljan, kan paralysera vem som helst genom att förvränga hjärnans elektriska synapser.
Hans krafter kan generera elektricitet genom sin kropp och kan därmed med lätthet döda en vanlig man på 20 meters avstånd (med elektricitet), kan använda sin elektriska energi för att göra en "ficklampa av sina fingrar".